# Liste der Monuments historiques in Trémaouézan
Die Liste der Monuments historiques in Trémaouézan führt die Monuments historiques in der französischen Gemeinde Trémaouézan auf.

## Liste der Bauwerke
| Bezeichnung                                | Beschreibung | Standort                 | Kennzeichnung | Schutzstatus | Datum | Bild           |
| ------------------------------------------ | ------------ | ------------------------ | ------------- | ------------ | ----- | -------------- |
| Kirche Notre-Dame mit Beinhaus und Brunnen |              | Place de l’Église (Lage) | PA00090476    | Classé       | 1916  | weitere Bilder |

## Liste der Objekte
- Monuments historiques (Objekte) in Trémaouézan in der Base Palissy des französischen Kultusministerium